# Cilnia humeralis
Cilnia humeralis es una especie de mantis de la familia Mantidae.

## Distribución geográfica
Se encuentra en África.